# Suisse Open Gstaad
El Torneig de Gstaad, conegut oficialment com a Suisse Open Gstaad o Swiss Open Gstaad, és un torneig de tennis professional que es disputa anualment sobre terra batuda al Roy Emerson Arena de Gstaad, Suïssa. Pertany a les sèries 250 del circuit ATP masculí i es disputa al mes de juliol.
La primera edició del torneig es va celebrar l'any 1915. També ha tingut els noms de Allianz Suisse Open Gstaad, Crédit Agricole Suisse Open Gstaad i J. Safra Sarasin Swiss Open Gstaad.

## Palmarès

### Individual masculí
| Any  | Campió                                            | Finalista                                         | Resultat                                          |
| ---- | ------------------------------------------------- | ------------------------------------------------- | ------------------------------------------------- |
| 2025 | Alexander Bublik                                  | Juan Manuel Cerúndolo                             | 6−4, 4−6, 6−3                                     |
| 2024 | Matteo Berrettini                                 | Quentin Halys                                     | 6−3, 6−1                                          |
| 2023 | Pedro Cachin                                      | Albert Ramos Viñolas                              | 3−6, 6−0, 7−5                                     |
| 2022 | Casper Ruud (2)                                   | Matteo Berrettini                                 | 4−6, 7−6(4), 6−2                                  |
| 2021 | Casper Ruud                                       | Hugo Gaston                                       | 6−3, 6−2                                          |
| 2020 | Torneig suspès a causa de la pandèmia de COVID-19 | Torneig suspès a causa de la pandèmia de COVID-19 | Torneig suspès a causa de la pandèmia de COVID-19 |
| 2019 | Albert Ramos Viñolas                              | Cedrik-Marcel Stebe                               | 6−3, 6−2                                          |
| 2018 | Matteo Berrettini                                 | Roberto Bautista Agut                             | 7−6(9), 6−4                                       |
| 2017 | Fabio Fognini                                     | Yannick Hanfmann                                  | 6−4, 7−5                                          |
| 2016 | Feliciano López                                   | Robin Haase                                       | 6−4, 7−5                                          |
| 2015 | Dominic Thiem                                     | David Goffin                                      | 7−5, 6−2                                          |
| 2014 | Pablo Andújar                                     | Juan Mónaco                                       | 6−3, 7−5                                          |
| 2013 | Mikhaïl Iujni                                     | Robin Haase                                       | 6−3, 6−4                                          |
| 2012 | Thomaz Bellucci (2)                               | Janko Tipsarević                                  | 6−7(6), 6−4, 6−2                                  |
| 2011 | Marcel Granollers                                 | Fernando Verdasco                                 | 6−4, 3−6, 6−3                                     |
| 2010 | Nicolás Almagro                                   | Richard Gasquet                                   | 7−5, 6−1                                          |
| 2009 | Thomaz Bellucci                                   | Andreas Beck                                      | 6−4, 7−6(2)                                       |
| 2008 | Victor Hănescu                                    | Ígor Andréiev                                     | 6−3, 6−4                                          |
| 2007 | Paul-Henri Mathieu                                | Andreas Seppi                                     | 6−7(1), 6−3, 7−5                                  |
| 2006 | Richard Gasquet                                   | Feliciano López                                   | 7−6(4), 6−7(3), 6−3, 6−3                          |
| 2005 | Gastón Gaudio                                     | Stanislas Wawrinka                                | 6−4, 6−4                                          |
| 2004 | Roger Federer                                     | Ígor Andréiev                                     | 6−2, 6−3, 5−7, 6−3                                |
| 2003 | Jiří Novák (2)                                    | Roger Federer                                     | 5−7, 6−3, 6−3, 1−6, 6−3                           |
| 2002 | Àlex Corretja (3)                                 | Gastón Gaudio                                     | 6−3, 7−6(3), 7−6(3)                               |
| 2001 | Jiří Novák                                        | Juan Carlos Ferrero                               | 6−1, 6−7(5), 7−5                                  |
| 2000 | Àlex Corretja                                     | Mariano Puerta                                    | 6−1, 6−3                                          |
| 1999 | Albert Costa (2)                                  | Nicolás Lapentti                                  | 7−6(4), 6−3, 6−4                                  |
| 1998 | Àlex Corretja                                     | Boris Becker                                      | 7−6(5), 7−5, 6−3                                  |
| 1997 | Fèlix Mantilla                                    | Joan Albert Viloca                                | 6−1, 6−4, 6−4                                     |
| 1996 | Albert Costa                                      | Fèlix Mantilla                                    | 4−6, 7−6(2), 6−1, 6−0                             |
| 1995 | Ievgueni Kàfelnikov                               | Jakob Hlasek                                      | 6−3, 6−4, 3−6, 6−3                                |
| 1994 | Sergi Bruguera (3)                                | Guy Forget                                        | 3−6, 7−5, 6−2, 6−1                                |
| 1993 | Sergi Bruguera                                    | Karel Nováček                                     | 6−3, 6−4                                          |
| 1992 | Sergi Bruguera                                    | Francisco Clavet                                  | 6−1, 6−4                                          |
| 1991 | Emilio Sánchez (2)                                | Sergi Bruguera                                    | 6−1, 6−4, 6−4                                     |
| 1990 | Martín Jaite                                      | Sergi Bruguera                                    | 6−3, 6−7, 6−2, 6−2                                |
| 1989 | Carl-Uwe Steeb                                    | Magnus Gustafsson                                 | 6−7, 3−6, 6−2, 6−4, 6−2                           |
| 1988 | Darren Cahill                                     | Jakob Hlasek                                      | 6−3, 6−4, 7−6                                     |
| 1987 | Emilio Sánchez                                    | Ronald Agénor                                     | 6−2, 6−3, 7−6                                     |
| 1986 | Stefan Edberg                                     | Roland Stadler                                    | 7−5, 4−6, 6−1, 4−6, 6−2                           |
| 1985 | Joakim Nyström (2)                                | Andreas Maurer                                    | 6−4, 1−6, 7−5, 6−3                                |
| 1984 | Joakim Nyström                                    | Brian Teacher                                     | 6−4, 6−2                                          |
| 1983 | Sandy Mayer                                       | Tomáš Šmíd                                        | 6−0, 6−3, 6−2                                     |
| 1982 | José Luis Clerc                                   | Guillermo Vilas                                   | 6−1, 6−3, 6−2                                     |
| 1981 | Wojtek Fibak                                      | Yannick Noah                                      | 6−1, 7−6                                          |
| 1980 | Heinz Günthardt                                   | Kim Warwick                                       | 4−6, 6−4, 7−6                                     |
| 1979 | Ulrich Pinner                                     | Peter McNamara                                    | 6−2, 6−4, 7−5                                     |
| 1978 | Guillermo Vilas (2)                               | José Luis Clerc                                   | 6−3, 7−6, 6−4                                     |
| 1977 | Jeff Borowiak                                     | Jean-François Caujolle                            | 2−6, 6−1, 6−3                                     |
| 1976 | Raúl Ramírez                                      | Adriano Panatta                                   | 7−5, 6−7, 6−1, 6−3                                |
| 1975 | Ken Rosewall                                      | Karl Meiler                                       | 6−4, 6−4, 6−3                                     |
| 1974 | Guillermo Vilas                                   | Manuel Orantes                                    | 6−1, 6−2                                          |
| 1973 | Ilie Năstase                                      | Roy Emerson                                       | 6−4, 6−3, 6−3                                     |
| 1972 | Andrés Gimeno                                     | Adriano Panatta                                   | 7−5, 9−8, 6−4                                     |
| 1971 | John Newcombe                                     | Tom Okker                                         | 6−2, 5−7, 1−6, 7−5, 6−3                           |
| 1970 | Tony Roche                                        | Tom Okker                                         | 7−5, 7−5, 6−3                                     |
| 1969 | Roy Emerson (5)                                   | Tom Okker                                         | 6−1, 12−14, 6−4, 6−4                              |
| 1968 | Cliff Drysdale                                    | Tom Okker                                         | 6−3, 6−3, 6−0                                     |
| 1967 | Roy Emerson                                       | Manuel Santana                                    | 6−2, 8−6, 6−4                                     |
| 1966 | Roy Emerson                                       | Manuel Santana                                    | 5−7, 7−5, 6−3                                     |
| 1965 |                                                   |                                                   |                                                   |
| 1964 |                                                   |                                                   |                                                   |
| 1963 | Nicola Pietrangeli                                | Roy Emerson                                       | 7−5, 6−2, 6−2                                     |
| 1962 | Rod Laver                                         | Neale Fraser                                      | 6−4, 6−4, 8−6                                     |
| 1961 | Roy Emerson                                       | Luis Ayala                                        | 6−3, 6−1, 6−0                                     |
| 1960 | Roy Emerson                                       | Mike Davies                                       | 6−4, 9−7, 6−2                                     |
| 1959 | William Knight                                    | Jaroslav Drobný                                   | 6−8, 6−2, 6−2                                     |
| 1958 |                                                   |                                                   |                                                   |
| 1957 | Budge Patty                                       | Jaroslav Drobný                                   | 3−6, 6−3, 6−3, 6−1                                |
| 1956 | Jaroslav Drobný (2)                               | Neale Fraser                                      | 7−5, 6−3, 6−3                                     |
| 1955 |                                                   |                                                   |                                                   |
| 1954 |                                                   |                                                   |                                                   |
| 1953 |                                                   |                                                   |                                                   |
| 1952 |                                                   |                                                   |                                                   |
| 1951 |                                                   |                                                   |                                                   |
| 1950 |                                                   |                                                   |                                                   |
| 1949 | Earl Cochell                                      | Jaroslav Drobný                                   | 3−6, 6−3, 2−6, 6−3, 7−5                           |
| 1948 |                                                   |                                                   |                                                   |
| 1947 |                                                   |                                                   |                                                   |
| 1946 | Jaroslav Drobný                                   | Marcello del Bello                                | 9−7, 6−2, 1−6, 6−1                                |

### Dobles masculins
| Any  | Campions                                          | Finalistes                                        | Resultat                                          |
| ---- | ------------------------------------------------- | ------------------------------------------------- | ------------------------------------------------- |
| 2025 | Francisco Cabral Lucas Miedler                    | Hendrik Jebens Albano Olivetti                    | 6−7(4), 7−6(4), [10−3]                            |
| 2024 | Yuki Bhambri Albano Olivetti                      | Ugo Humbert Fabrice Martin                        | 3−6, 6−3, [10−6]                                  |
| 2023 | Dominic Stricker Stan Wawrinka                    | Marcelo Demoliner Matwé Middelkoop                | 7−6(8), 6−2                                       |
| 2022 | Tomislav Brkić Francisco Cabral                   | Robin Haase Philipp Oswald                        | 6−4, 6−2                                          |
| 2021 | Marc-Andrea Hüsler Dominic Stricker               | Szymon Walków Jan Zieliński                       | 6−1, 7−6(7)                                       |
| 2020 | Torneig suspès a causa de la pandèmia de COVID-19 | Torneig suspès a causa de la pandèmia de COVID-19 | Torneig suspès a causa de la pandèmia de COVID-19 |
| 2019 | Sander Gillé Joran Vliegen                        | Philipp Oswald Filip Polášek                      | 6−4, 6−3                                          |
| 2018 | Matteo Berrettini Daniele Bracciali               | Denys Molchanov Igor Zelenay                      | 7−6(2), 7−6(5)                                    |
| 2017 | Oliver Marach Philipp Oswald                      | Jonathan Eysseric Franko Skugor                   | 6−3, 4−6, [10−8]                                  |
| 2016 | Julio Peralta Horacio Zeballos                    | Mate Pavić Michael Venus                          | 7−6(2), 6−2                                       |
| 2015 | Alexander Bury Denis Istomin                      | Oliver Marach Aisam-ul-Haq Qureshi                | 3−6, 6−2, [10−5]                                  |
| 2014 | Andre Begemann Robin Haase                        | Rameez Junaid Michal Mertiňák                     | 6−3, 6−4                                          |
| 2013 | Jamie Murray John Peers                           | Pablo Andújar Guillermo García López              | 6−3, 6−4                                          |
| 2012 | Marcel Granollers Marc López                      | Robert Farah Santiago Giraldo                     | 6−4, 7−6(9)                                       |
| 2011 | František Čermák Filip Polášek                    | Christopher Kas Alexander Peya                    | 6−3, 7−6(7)                                       |
| 2010 | Johan Brunström Jarkko Nieminen                   | Marcelo Melo Bruno Soares                         | 6−3, 6−7(4), [11−9]                               |
| 2009 | Marco Chiudinelli Michael Lammer                  | Jaroslav Levinský Filip Polášek                   | 7−5, 6−3                                          |
| 2008 | Jaroslav Levinský Filip Polášek                   | Stéphane Bohli Stanislas Wawrinka                 | 3−6, 6−2, [11−9]                                  |
| 2007 | František Čermák Pavel Vízner                     | Marc Gicquel Florent Serra                        | 7−5, 5−7, [10−7]                                  |
| 2006 | Jiří Novák Andrei Pavel                           | Marco Chiudinelli Jean-Claude Scherrer            | 6−3, 6−1                                          |
| 2005 | František Čermák Leoš Friedl                      | Michael Kohlmann Rainer Schüttler                 | 7−6, 7−6                                          |
| 2004 | Leander Paes David Rikl (2)                       | Marc Rosset Stanislas Wawrinka                    | 6−4, 6−2                                          |
| 2003 | Leander Paes David Rikl                           | František Čermák Leoš Friedl                      | 6−3, 6−3                                          |
| 2002 | Joshua Eagle David Rikl                           | Massimo Bertolini Cristian Brandi                 | 7−6, 6−4                                          |
| 2001 | Roger Federer Marat Safin                         | Michael Hill Jeff Tarango                         | 0−1 i retirada                                    |
| 2000 | Jiří Novák David Rikl                             | Jérôme Golmard Michael Kohlmann                   | 3−6, 6−3, 6−4                                     |
| 1999 | Donald Johnson Cyril Suk                          | Aleksandar Kitinov Eric Taino                     | 7−5, 7−6                                          |
| 1998 | Gustavo Kuerten Fernando Meligeni                 | Daniel Orsanic Cyril Suk                          | 6−4, 7−5                                          |
| 1997 | Ievgueni Kàfelnikov Daniel Vacek                  | Trevor Kronemann David Macpherson                 | 4−6, 7−6, 6−3                                     |
| 1996 | Jiří Novák Pavel Vízner                           | Trevor Kronemann David Macpherson                 | 4−6, 7−6, 7−6                                     |
| 1995 | Luis Lobo Javier Sánchez                          | Arnaud Boetsch Marc Rosset                        | 6−7, 7−6, 7−6                                     |
| 1994 | Sergio Casal Emilio Sánchez (3)                   | Menno Oosting Daniel Vacek                        | 7−6, 6−4                                          |
| 1993 | Cédric Pioline Marc Rosset                        | Hendrik Jan Davids Piet Norval                    | 6−3, 3−6, 7−6                                     |
| 1992 | Hendrik Jan Davids Libor Pimek                    | Petr Korda Cyril Suk                              | No presentats                                     |
| 1991 | Gary Muller Danie Visser                          | Guy Forget Jakob Hlasek                           | 7−6, 6−4                                          |
| 1990 | Sergio Casal Emilio Sánchez                       | Omar Camporese Javier Sánchez                     | 6−3, 3−6, 7−5                                     |
| 1989 | Cassio Motta Todd Witsken                         | Petr Korda Milan Šrejber                          | 6−4, 6−4                                          |
| 1988 | Petr Korda Milan Šrejber                          | Andrés Gómez Emilio Sánchez                       | 7−6, 7−6                                          |
| 1987 | Jan Gunnarsson Tomáš Šmíd                         | Loïc Courteau Guy Forget                          | 7−6, 6−2                                          |
| 1986 | Sergio Casal Emilio Sánchez                       | Stefan Edberg Joakim Nyström                      | 6−3, 3−6, 6−3                                     |
| 1985 | Wojtek Fibak Tomáš Šmíd                           | Brad Drewett Mark Edmondson                       | 6−7, 6−4, 6−4                                     |
| 1984 | Heinz Günthardt Markus Günthardt (2)              | Givaldo Barbosa Joao Soares                       | 6−4, 3−6, 7−6                                     |
| 1983 | Pavel Složil Tomáš Šmíd                           | Colin Dowdeswell Wojtek Fibak                     | 6−7, 6−4, 6−2                                     |
| 1982 | Sandy Mayer Ferdi Taygan                          | Heinz Günthardt Markus Günthardt                  | 6−2, 6−3                                          |
| 1981 | Heinz Günthardt Markus Günthardt                  | David Carter Paul Kronk                           | 6−4, 6−1                                          |
| 1980 | Colin Dowdeswell Ismail El Shafei                 | Mark Edmondson Kim Warwick                        | 6−4, 6−4                                          |
| 1979 | Mark Edmondson John Marks                         | Ion Ţiriac Guillermo Vilas                        | 2−6, 6−1, 6−4                                     |
| 1978 | Mark Edmondson Tom Okker                          | Bob Hewitt Kim Warwick                            | 6−4, 1−6, 6−1, 6−4                                |
| 1977 | Jürgen Fassbender Karl Meiler                     | Colin Dowdeswell Bob Hewitt                       | 6−4, 7−6                                          |
| 1976 | Jürgen Fassbender Hans-Jürgen Pohmann (2)         | Paolo Bertolucci Adriano Panatta                  | 7−5, 6−3, 6−3                                     |
| 1975 | Jürgen Fassbender Hans-Jürgen Pohmann             | Colin Dowdeswell Ken Rosewall                     | 6−4, 9−7, 6−1                                     |
| 1974 | José Higueras Manuel Orantes                      | Roy Emerson Thomaz Koch                           | 7−5, 0−6, 6−1, 9−8                                |
| 1973 | No disputat                                       | No disputat                                       | No disputat                                       |
| 1972 | No disputat                                       | No disputat                                       | No disputat                                       |
| 1971 | John Alexander Phil Dent                          | John Newcombe Tom Okker                           | 5−7, 6−3, 6−4                                     |
| 1970 | Cliff Drysdale Roger Taylor                       | Tom Okker Marty Riessen                           | 6−2, 6−3, 6−2                                     |
| 1969 | Tom Okker Marty Riessen                           | Mal Anderson Roy Emerson                          | 6−1, 6−4                                          |
| 1968 | John Newcombe Dennis Ralston                      | Mal Anderson Tom Okker                            | 8−10, 12−10, 12−14, 6−3, 6−3                      |